# Sami Darr
Sami Darr, né le 7 janvier 1978 à Frederiksberg (Danemark), est un acteur danois.

## Biographie
Sami Darr naît à Frederiksberg, au Danemark.
Il décroche son premier rôle en 2004 dans la série Ørnen: En krimi-odyssé (en) où il incarne Bassem Allia. Depuis, il à tourné plus d'une dizaine de longs-métrages dont From Paris with Love de Pierre Morel, où il donne la réplique à John Travolta et Jonathan Rhys-Meyers.

## Filmographie

### Films
- 2005 : Speak of the Devil : le diable
- 2005 : Betonhjerter : Ali
- 2005 : Brutal incasso (da) : Shabul
- 2007 : Ledsaget Udgang (da) : Samir
- 2007 : Pistoleros : Pucha
- 2008 : Krokodillerne : Turco
- 2008 : Aimez-moi toujours : le chauffeur de taxi
- 2009 : No Right Turn (en) : Pedro
- 2009 : Headhunter (en) : Politimand
- 2010 : From Paris with Love : le proxénète Pakistanais
- 2010 : Westbrick Murders (da) : Billy
- 2010 : Ud af mørket : Saqib

### Séries télévisées
- 2004 : Ørnen: En krimi-odyssé (en) : Bassem Allia (2 épisodes)

### Courts métrages
- 2006 : Regler for krig : le soldat serbe
- 2008 : Mina : le général militaire irakien